# Estádio Mohammed V
O Estádio Mohammed V (em francês: Stade Mohammed V) é um estádio de futebol localizado na cidade de Casablanca, no Marrocos. Inaugurado oficialmente em 6 de março de 1955, é o maior estádio do país em termos de capacidade, conseguindo abrigar até 45 000 espectadores.
O nome do estádio rende homenagem à Maomé V, sultão e rei do Marrocos, que serviu como chefe de Estado e chefe de governo do país entre 1955 e 1961.
Tanto a Seleção Marroquina de Futebol quanto os clubes locais Raja Casablanca e Wydad Casablanca mandam seus jogos amistosos e oficiais por competições nacionais e continentais no estádio.